# Gone Sovereign/Absolute Zero
Gone Sovereign/Absolute Zero è un singolo del gruppo musicale statunitense Stone Sour, pubblicato il 24 agosto 2012 come unico estratto dal quarto album in studio House of Gold & Bones Part 1.

## Descrizione
Gone Sovereign e Absolute Zero sono le tracce di apertura dell'album e sono caratterizzate da riff veloci di chitarra e largo utilizzo del doppio pedale (specialmente in Gone Sovereign) richiamabili all'alternative metal.
Buona parte della struttura musicale e vocale di Absolute Zero è stata utilizzata dal gruppo per la realizzazione del brano conclusivo The House of Gold & Bones, presente in House of Gold & Bones Part 2.

## Video musicale
Un videoclip per Gone Sovereign è stato pubblicato il 12 ottobre attraverso il canale YouTube del gruppo e mostra gli Stone Sour eseguire il brano in mezzo al pubblico. Anche Absolute Zero ricevette un videoclip (unito a quello di Gone Sovereign), il quale è stato pubblicato il 6 dicembre.
In entrambi i video è presente il bassista Johny Chow, entrato negli Stone Sour inizialmente come turnista e successivamente in pianta stabile.

## Tracce
Download digitale
1. Gone Sovereign – 4:03
2. Absolute Zero – 3:49

CD promozionale (Regno Unito)
1. Absolute Zero (Clean Edit) – 3:50
2. Gone Sovereign – 3:49
3. Gone Sovereign/Absolute Zero (Album Version) – 7:39

## Classifiche
Le classifiche si riferiscono soltanto al brano Absolute Zero.
| Classifica (2012)             | Posizione massima |
| ----------------------------- | ----------------- |
| Stati Uniti (alternative)     | 28                |
| Stati Uniti (mainstream rock) | 2                 |
| Stati Uniti (rock)            | 26                |
| Stati Uniti (rock airplay)    | 13                |
| Stati Uniti (rock digital)    | 41                |